# Bach vom Drenselberg
Der Bach vom Drenselberg ist ein gut einen halben Kilometer langer Bach im südöstlichen Pfälzerwald auf der Gemarkung der Ortsgemeinde Ramberg im rheinland-pfälzischen Landkreis Südliche Weinstraße, der von links und Nordnordosten in den Dernbach mündet.

## Verlauf
Der Bach vom Drenselberg entspringt im südöstlichen Pfälzerwald nördlich von Ramberg und südwestlich vom Drenselberg (523,8 m ü. NHN) auf etwa 345 m ü. NHN. Er fließt zunächst in südsüdwestlicher Richtung durch Mischwaldgelände, läuft dann parallel zur Landesstraße 506 (Waltharistraße) an Wochenendhäusern vorbei durch die Flur In der Nebelsbach  und mündet schließlich in der Flur Am Forellenwoog bei Ramberg auf etwa 260 m von links in den Dernbach.